# 溥良
溥良（1854年—1922年），字虞臣，号玉岑，愛新覺羅氏，清朝宗室，雍正帝六世孫，隸滿洲正蓝旗，进士出身。善书法。

## 生平
為清雍正帝六世孫。其支系始祖為雍正帝五子、乾隆帝同父異母弟、和親王弘昼。宗人府載溥良光緒元年乙亥科中式舉人（师从正蓝旗汉军进士胡俊章），光緒六年庚辰科中式文進士，光緒十二年十一月考封奉國將軍。曾孫啟功在自述歷史的時候，說溥良為了考科舉，「請求革去封號、俸祿。」
光緒六年（1880年）二甲第三十七名進士，选庶吉士，散馆授编修。初任詹事府詹事，署太僕寺卿。光緒十七年至二十年（1891-1894）出任江蘇學政，十七年奏报擬籌款重建金山文宗閣，支持江阴南菁书院。二十一年理藩院左侍郎兼镶白旗汉军副都统，二十二年户部右侍郎兼鑲紅旗滿州副都統，二十五年正黃旗滿州副都統，二十六年（1900）广东学政，二十七年都察院满左都御史兼正白旗蒙古都統，二十八年署兵部尚書；二十九年署刑部尚書，任礼部尚书兼玉牒館副總裁官；三十年，以正黃旗蒙古都統兼署烏里雅蘇台將軍；三十一年兼属理藩院尚書；三十二年，着紫禁城內騎馬。宣統元年（1909）出任察哈尔都统（前任正红旗满洲誠勳），三年十月六日（1911,11,26）因病解職。民国初，曾任末期正红旗汉军都统。出任光绪二十三年（1897年）丁酉顺天乡试副考官、光緒二十九年順天鄉試副考官、光绪二十八年（1902）壬寅四川乡试主考官。宣統元年，担任《德宗景皇帝實錄》總裁官。辛亥革命后，退居河北易县终老。民國十一年（1922年）卒。
輯《南菁札記》21卷（江阴使署刻，1894），著《絸秋庵遗集》遗稿六卷。光绪二十七年（1901）辛丑，为苏州拙政园的远香堂题并书写了南内柱对联：“建业报襄，临淮总榷，数年间大江屡渡，沧海曾经，更持节南来，息劳劳宦辙，探胜寻幽，良会几忘新拙政；蛇门遥接，鹤市旁连，此地有佳木千章，崇峰百叠，当凭轩北望，与衮衮群公，开尊合坐，名园且作故乡看”（载《蘇州史志資料選輯》，1991）。1920年，为镶白旗满洲诗人马长海的《雷溪草堂诗集》（1920年嘉业堂重版本）属题。为外公、礼部尚书贵庆的《知了义斋诗钞》重版本作序。其诗作录入正蓝旗汉军进士胡俊章辑《春明诗课汇选》并为该诗集参校。
门生有光绪二十年（1894）科举人、内阁侍读曹元忠 (資政院)。
家住京城东四牌楼北什锦花园胡同中间路北（今什锦花园胡同21号；胡同中曾有明代成国公朱能的适景园）。

## 家庭
根据光绪元年溥良顺天乡试同年齿录：
- 太高祖父母：和恭親王弘晝即雍正帝第五子（生母純愨皇貴妃耿氏）。嫡福晋生母烏札庫氏（父副都統五什圖），继福晋富察氏。
- 高祖父母：和硕和勤親王永璧。嫡福晉博爾濟吉特氏（父正黄旗满洲、副都統兼散秩大臣恭誠侯布倫泰，祖父保卓，曾祖朗素，高祖兀魯特貝勒明安 (兀鲁特部)），側福晉生母李佳氏（父唐古塞）。
- 曾祖父母：多罗和恪郡王綿循。嫡福晉富察氏（胞兄镶黄旗满洲、東閣大學士文定公托津，父乾隆十七年（1752年）壬申恩科繙譯進士恭勤公博清額），繼福晉纳喇氏（父正白旗满洲、兵部尚书襄武公伊勒圖），側福晉生母金佳氏（父金全）。
- 祖父母：多罗贝勒奕亨，頭等侍衛。嫡福晋瓜爾佳氏（胞兄正红旗满洲、大学士文端公桂良，父玉德），继福晋生母康氏（父康玉成），庶福晋王氏。
- 父母：父头等辅国将军宗室載崇。嫡母生母富察氏（兄镶白旗满洲、福建巡撫瑞瑸，吏部郎中钦派宝源局监督后嘉兴府知府瑞琇；父嘉庆己未科进士、礼部尚书贵庆，祖父觀成）。继母萨尔图克氏（父正白旗蒙古、杭州将军、世袭一等威勇公桂轮，母高佳氏（父镶黄旗满洲素納，祖父廣平，曾祖大学士文端公高晉）；祖父一等威勇公長齡，祖伯父二等男爵勤襄公惠齡；胞姊萨尔图克氏嫁道光三十年（1850年）庚戌科進士、镶红旗宗室載肅）。庶母王氏。
- 胞伯：多罗贝勒衔固有山贝子载容。
- 兄弟：胞兄吏部左侍郎溥善、胞弟刑部尚書溥興，堂弟溥廉、溥益等。溥良胞兄弟三人系“宗室中一时同列九卿者”（载继昌 (光绪进士)《行素齋雜記》）。
- 妻： 原配妻生母章佳氏（父正白旗满洲、道光十六年（1836年）进士慶廉，祖父伊犁将军容安，曾祖进士那彦成；胞姊章佳氏，嫁内务府正白旗汉军、湖北荆州府知府李恆琛，其女儿李寶蘩嫁内务府正黄旗汉军、光绪十五年己丑（1889）進士楊鍾羲，胞侄词人画家李孺系正蓝旗汉军进士胡俊章侄女婿）。继配瓜爾佳氏（父延恩）。再继配鄂卓氏（父鑲藍旗滿洲海澄，祖父道光壬午恩科進士吉年，祖伯父道光壬午恩科進士吉珩（又吉達善）；胞姊鄂卓氏继配嫁咸豐九年(1859)己未科進士、镶蓝旗宗室福錕）。
- 子：宗室毓隆，光绪二十年（1894年）甲午恩科二甲进士。宗室毓盛，妻薩爾圖克氏（父正白旗蒙古郅馨，祖父道光辛丑科進士聯捷）。宗室毓年，妻喜塔臘氏（父正白旗滿洲、光緒二年丙子恩科進士文慎公裕德）。
- 曾孫：當代著名學者、書法家啟功（祖父宗室毓隆、父恒同）。
- 老师：正黄旗汉军增润、正白旗满洲原任内阁中书荣魁、正白旗满洲叶赫那拉氏崇龢（进士那清安侄子书绅之子，那清安曾孫女是咸丰帝玉嬪、璹嬪）、正蓝旗满洲国子监助教文郁、正蓝旗汉军进士胡俊章（其太高祖母高佳氏系镶黄旗满洲、大学士文端公高晉之胞姊，高晋的曾孙女高佳氏又与溥良的继母、正白旗蒙古萨尔图克氏家族联姻；胡俊章在苏州与俞樾的交谈中，夸赞溥良的治学精神）。